# Echinolaophonte brevispinosa
Echinolaophonte brevispinosa är en kräftdjursart som först beskrevs av Georg Ossian Sars 1908.  Echinolaophonte brevispinosa ingår i släktet Echinolaophonte och familjen Laophontidae. Arten har ej påträffats i Sverige. Inga underarter finns listade i Catalogue of Life.